# Faktormobilität
Faktormobilität liegt in der Volkswirtschaftstheorie und Volkswirtschaftslehre vor, wenn Produktionsfaktoren eine räumliche, qualifikatorische oder sektorale Mobilität aufweisen.

## Allgemeines
Als volkswirtschaftliche Produktionsfaktoren kommen Arbeit, Boden und Kapital in Betracht. Faktormobilität betrifft sowohl die räumliche als auch die sektorale Beweglichkeit der Produktionsfaktoren. Räumliche bezieht sich auf interregionale und internationale Beweglichkeit durch Ortsveränderung, sektorale bezieht sich auf die Wanderung der Faktoren zu anderen Wirtschaftssektoren innerhalb eines Staates. Qualifikatorische Mobilität ist beispielsweise bei Arbeitskräften vorhanden, wenn der Wechsel zu einem anderen Arbeitsplatz im selben Unternehmen oder bei einem anderen Arbeitgeber nicht an der Qualifikation scheitert. Gegenstand der Theorien der Faktormobilität sind die Interaktionsbeziehungen zwischen Regionen durch den Austausch der Produktionsfaktoren.
Mobilität stellt volkswirtschaftlich eine Reaktionselastizität dar, und zwar konkret eine Angebotselastizität in räumlicher Hinsicht. Vorausgesetzt wird mithin, dass bestimmte Wirtschaftsobjekte überhaupt angeboten werden. 

## Ursachen
Als Ursachen für internationale Faktorbewegungen sind neben politischen und sozialen Gründen insbesondere Preisunterschiede bei der Faktornutzung (Faktorkosten) zu nennen, denn Produktionsfaktoren werden zu Regionen oder Sektoren wandern, in denen sie nach Abzug von Informations- und Transaktionskosten das höchste reale Faktoreinkommen erzielen. Sind die Prämissen des Faktorpreisausgleichstheorems nicht erfüllt, so können durch internationale Faktorbewegungen bestehende Unterschiede in den Arbeitskosten zwischen Staaten abgebaut werden (Hochlohnland, Niedriglohnland), wodurch die Faktorallokation verbessert wird. Unter der Annahme des Heckscher-Ohlin-Modells sind Faktormobilität und Güterhandel substitutiv, weil Faktorbewegungen den Güterhandel ersetzen können und umgekehrt. Faktormobilität und Güterhandel sind dagegen komplementär, wenn die Produktionstechnologien zwischen Staaten divergieren, unterschiedliche Produktionssteuern gelten, Güter- oder Faktorunvollkommenheiten vorhanden sind oder steigende Skalenerträge in bestimmten Wirtschaftszweigen vorliegen.
Robert Mundell untersuchte in einem Zwei-Länder-Modell die unterschiedlichen Auswirkungen asymmetrischer Schocks. Bei einer Währungsunion kann ein Schock nicht durch den Wechselkursmechanismus ausgeglichen werden, sondern nur durch innere Abwertung. Nach Mundells Beobachtung der Wirtschaftsgeschichte Kanadas und der Vereinigten Staaten kam es in diesen Währungsunionen nicht zu einer ausreichenden inneren Abwertung, makroökonomische Schocks wurden eher durch Wanderungsbewegungen von Arbeitnehmern und Kapital ausgeglichen. Er kam daher zu dem Ergebnis, dass ein Währungsraum dann optimal sei, wenn eine ausreichende Faktormobilität der Arbeitnehmer und des Kapitals bestehen.

## Arten
Die Faktormobilität zeigt sich unter anderem darin, ob Produktionsfaktoren auf dem Faktormarkt gehandelt werden. Zu unterscheiden ist dabei zwischen vollkommener (perfekter) und unvollkommener (imperfekter) Faktormobilität. Bei perfekter Faktormobilität würden Faktorwanderungen sofort und in einem Ausmaß stattfinden, dass internationaler Faktorpreisausgleich erfolgt. Liegt vollkommene Faktormobilität vor, wird kein Außenhandel mehr stattfinden, weil alle Staaten die gleiche relative Faktorausstattung aufweisen würden. In der Wirklichkeit sorgen jedoch Handels- und Wanderungskosten dafür, dass Faktorpreisunterschiede bestehen bleiben. Daher gibt es lediglich unvollkommene Faktormobilität bei den Produktionsfaktoren Arbeit, Boden und Kapital. Beim Heckscher-Ohlin-Modell wird deshalb die Annahme der perfekten Faktormobilität aufgegeben.
Zudem ist zwischen einer imperfekten Faktormobilität und einer perfekten Immobilität zu unterscheiden. Imperfekte Faktormobilität impliziert eine generelle Handelbarkeit von Ressourcen auf dem Faktormarkt, perfekte Immobilität dagegen liegt vor, wenn es am Angebot bestimmter Ressourcen völlig fehlt und sie deshalb nicht erworben werden können (etwa Reputation, Risikokultur, Unternehmenskultur). Der Faktor Boden besitzt keine räumliche Faktormobilität, wohl aber können Immobilien den Eigentümer wechseln. 

## Grad der Faktormobilität
Um auf dem Faktormarkt gehandelt werden zu können, ist eine minimale Faktormobilität erforderlich.
| Produktionsfaktor | Mobilitätsart    | Merkmal                            | Beispiel |
| ----------------- | ---------------- | ---------------------------------- | --- |
| Arbeit            | Arbeitsmobilität | qualifikatorisch räumlich sektoral | Qualifikation, Qualifizierung, Umschulung Pendler, Wechsel des Standortes Freizügigkeit, Wechsel des Wirtschaftszweiges |
| Kapital           | Kapitalmobilität | räumlich sektoral                  | Freihandel ohne Kapitalverkehrskontrollen Direktinvestitionen in anderen Branchen                                       |
| Boden             | Grundbesitzer    | räumlich sektoral                  | Immobilien-Standort kann nur das Wirtschaftssubjekt wechseln                                                            |

Die höchste Faktormobilität besitzt das Kapital, es kann vollkommene oder unvollkommene Kapitalmobilität besitzen. Imperfekte Faktormobilität weist der Faktor Arbeit mit der Arbeitsmobilität auf, am wenigsten mobil ist der Faktor Boden wegen seines unveränderbaren Standorts. Hier gibt es Faktormobilität lediglich durch den Wechsel des Grundbesitzers. Faktormärkte sind nicht nur unvollkommen, sondern auch unvollständig, weil nicht alle Ressourcen handelbar sind (wie etwa Reputation oder Kundenbindung bei einem Unternehmen).
Die Faktormobilität ist umso höher, je größer – bei einem gegebenen Preisdifferential – die Faktorbewegungen zwischen zwei Märkten sind. Das Verhältnis der Faktorbewegung {\displaystyle FB} (Größe des Wanderungs- oder Kapitalstroms) zu dem diese verursachenden Preisdifferential ({\displaystyle PD}) ist die Faktormobilität {\displaystyle F_{m}}:
{\displaystyle F_{m}={\frac {\text{FB}}{\text{PD}}}}.
Von allen Produktionsfaktoren ist Kapital der mobilste. Kapitalmobilität liegt vor, wenn Kapital ohne Zeitverzögerung und Transaktionskosten über Grenzen hinweg bewegt und in jede beliebige Anlageform umgewandelt werden kann. Der Faktor Arbeit ist ebenfalls mobil, wie die Arbeitsmigration und die Talentabwanderung (englisch brain drain) zeigen. Naturgemäß räumlich völlig unbeweglich (immobil) ist der an einen Standort gebundene Boden. Die Faktormobilität des Bodens besteht darin, dass er den Grundbesitzer wechseln kann.
| Grad der Faktormobilität                   | Produktionsfaktor   | Beispiele                                                      |
| ------------------------------------------ | ------------------- | -------------------------------------------------------------- |
| vollkommene (perfekte) Faktormobilität     | Kapital             | Finanzmärkte wie Devisen-, Geld-, Kapital- oder Kreditmärkte   |
| unvollkommene (imperfekte) Faktormobilität | Arbeit Boden        | Arbeitsmärkte Immobilienmärkte                                 |
| perfekte Faktor-Immobilität                | Unternehmensleitung | keine Märkte: Reputation, Risikokultur oder Unternehmenskultur |

Kapital besitzt nur theoretisch eine vollkommene Faktormobilität, weil weltweit weder völliger Freihandel (etwa bei Kapitalverkehrskontrollen) noch vollständige Freizügigkeit vorhanden sind und die Anleger Risikopräferenzen besitzen.

## Arbeitsmobilität
Von Arbeitsmobilität wird gesprochen, wenn Arbeitskräfte zur Mobilität bereit sind und einen Wechsel des Arbeitsplatzes vornehmen. Dabei ist zu unterscheiden zwischen innerbetrieblicher und zwischenbetrieblicher Mobilität, beruflicher sowie regionaler und internationaler Arbeitsmobilität. Der Grad der Arbeitsmobilität hat Einfluss auf allokative Effizienz der Arbeitsmärkte, insbesondere auf das Ausmaß der strukturellen Arbeitslosigkeit. Die Grade der Arbeitsmobilität reichen von fehlender Arbeitsmobilität über unvollkommene bis zur perfekten Arbeitsmobilität. Letztere wird verhindert durch qualitative oder quantitative Hindernisse. 
Hindernisse der Arbeitsmobilität
Verzögerungen in der Arbeitsmigration und Mobilitätsschranken verhindern die perfekte Arbeitsmobilität. Beispiele für Mobilitätsschranken können sein:
- Fehlende berufsspezifische Qualifikation/Begabung 
  - mangelnde Qualifikation,
  - mangelnde Nostrifikation,
  - fehlende Anerkennung ausländischer Berufsqualifikationen,
  - geringe Arbeitsmotivation, hohes Arbeitsleid;
- monetäre und soziale Hindernisse des Arbeitsplatzwechsels
  - Umzugskosten,
  - Umschulungskosten,
  - fehlende räumliche Mobilität,
  - Verzicht auf Rente im Heimatland,
  - Verlust von sozialen Bindungen (z. B. Freundeskreis),
  - sprachliche Mängel und mangelnde kulturelle Identität;
- formelle Marktzutrittsschranken:
  - fehlender Aufenthaltstitel für Ausländer,
  - fehlende Arbeitserlaubnis für Ausländer.

Diese Faktoren werden von Migrationswilligen nur unzureichend bedacht, zumal die Entscheidung für eine Auswanderung meist auf den Arbeitslohn fokussiert ist. Um die Arbeitsmobilität und damit die Faktormobilität zu verbessern, kann der Staat bestimmte arbeitsfördernde Maßnahmen bis hin zur Umschulung anbieten. Allerdings ist zu berücksichtigen, dass die Wanderung von Arbeitskräften nicht nur auf Entlohnungsunterschiede zurückzuführen ist, sondern auch auf sozialen, politischen oder psychologischen Gründen beruht.
Die Arbeitsmigration von einem Niedriglohnland in ein Hochlohnland lohnt sich für Arbeitskräfte nur dann, wenn der Gewinn aus dem (diskontierten) Wert des Arbeitseinkommens im Hochlohnland abzüglich der Wanderungskosten mit den Opportunitätskosten (ehemaliges Arbeitseinkommen im Heimatland) übereinstimmt. Die Arbeitsmigration ist für Arbeitskräfte mit Wanderungskosten verbunden, die bei einer Rückkehr in die Heimat zu sunk costs werden. Je höher die Wanderungskosten ausfallen, umso geringer ist die Mobilitätsbereitschaft. Eine hohe Arbeitsmobilität führt in Niedriglohnländern zu sinkendem Arbeitsangebot (vgl. Talentabwanderung), während das Angebot in Hochlohnländern steigt. Wegen der zunehmenden Verknappung der Arbeitskräfte auf den Niedriglohnmärkten steigt auf diesen der Lohnsatz, dagegen sinkt der Lohnsatz auf den Hochlohnmärkten. Auf beiden Seiten findet eine Annäherung der Lohnsätze statt. Das Lohnniveau zwischen Staaten bleibt dagegen unterschiedlich, wenn die Arbeitsmobilität gering ist.
Volkswirtschaftlich rational werden Migrationsentscheidungen gefällt, wenn die potenziellen Migranten Einkommensmaximierung betreiben, indem sie die Daten wie insbesondere das künftige Arbeitseinkommen, Wanderungskosten und das Risiko, im Zielland arbeitslos zu sein, zuverlässig abschätzen. Tatsächlich jedoch werden die Entscheidungen auf unzureichender oder fehlerhafter Datengrundlage getroffen und sind mehr oder weniger durch irrationale Gefühle und Erwartungen über die Chancen im Zielland beeinflusst.
Die klassische Außenhandelstheorie geht dagegen von der Immobilität der Arbeitskräfte zwischen den Staaten aus. Bei unterschiedlicher Faktorausstattung (Bodenschätze, Kapital, Stand der Technik, Arbeitskräfte) erfolgt ein Ausgleich und eine Steigerung des Wohlstands durch den Außenhandel. Jeder Staat konzentriert sich auf die Produktion jener Güter, bei denen er einen komparativen Kostenvorteil besitzt, weil er im Vergleich zu den anderen Ländern kostengünstiger produzieren kann (Heckscher-Ohlin-Theorem).

## Wirtschaftliche Aspekte
Die perfekte Faktormobilität führt zur Änderung der Faktorausstattung der im Außenhandel beteiligten Staaten, denn Kapitalmobilität verändert das Geld-, Kredit- oder Kapitalangebot auf den Finanzmärkten, Arbeitsmobilität entsprechend das Arbeitsangebot auf den Arbeitsmärkten. Da diese Veränderungen gegenläufig sind, kann es zum Faktorpreisausgleich kommen (Lohnkonvergenz). Aus neoklassischer Perspektive gelten Unterschiede der Faktorpreise als Ursache für Wanderungen von Arbeit und Kapital. Bei perfekter Faktormobilität erfolgen Faktorwanderungen unverzüglich und in einem Ausmaß, dass sich die Faktorpreise ausgleichen. Unter sehr restriktiven Voraussetzungen kann der Handel zu einem Faktorpreisausgleich zwischen Staaten mit unterschiedlicher Faktorausstattung führen, ohne dass interregionale Faktorwanderungen stattfinden müssen (siehe Faktorpreisausgleichstheorem).
Das Faktorpreisausgleichstheorem besagt, dass unter bestimmten Voraussetzungen der internationale oder intraregionale Ausgleich der Faktorpreise auch bei vollständiger Immobilität der Produktionsfaktoren zustande kommt, sofern die Güter intraregional mobil sind, so dass durch intraregionalen Güterhandel der intraregionale Ausgleich der Faktorpreise erreicht wird. Durch die Beziehung der Gütermärkte zu den Faktormärkten (über die Grenzproduktivitätssätze) strahlt die ausgleichende Wirkung der Gütermärkte auf die Faktormärkte über (Contagion-Effekt). Die mangelnde Faktormobilität kann deshalb zumindest teilweise durch die Gütermobilität, also durch Außenhandel, ausgeglichen werden.
Die Angleichung der Faktorpreise auf einzelnen Märkten dürfte umso ausgeprägter sein, je höher die Faktormobilität ist. Vollkommene Faktormobilität lässt Preisunterschiede ganz verschwinden, man spricht von integrierten Märkten. Arbeitskräftewanderungen und Kapitalbewegungen wirken in kurzfristiger Sicht grundsätzlich stabilisierend und können ein fehlendes gesamtwirtschaftliches Gleichgewicht herbeiführen oder die Anpassung hieran erleichtern.
Die Allokationsfunktion der Preise kann nur bei Faktormobilität wirksam werden. Nur in diesem Fall können Produktionsfaktoren der optimalen Verwendung zugeführt werden. Hierdurch wiederum wird eine effiziente Wirtschaftsstruktur erreicht. Eine mangelhafte intersektorale Faktormobilität bewirkt dagegen zusätzliche Anpassungskosten und modifiziert einige Ergebnisse der Außenhandelstheorie. Die Faktormobilität kann durch die subjektive Bindung der Faktoreigentümer an einzelne Staaten oder durch wirtschaftspolitische Maßnahmen (Migrationspolitik, internationale Kapitalverkehrskontrollen) beschränkt sein. Unzureichende Faktormobilität, in erster Linie Arbeitsmobilität, verhindert eine Angleichung der Faktoreinkommen und damit einen merklichen Abbau der Einkommensdisparitäten. Deshalb ist die Erhaltung oder Verbesserung der Faktormobilität etwa durch Freihandel und Freizügigkeit eine der wichtigsten Aufgaben der Strukturpolitik.